# دجاجة نيو هامبشير

## الاستخدام
هي ثنائية الاستخدام وتختار للحمها أكثر من بيضها والمتوسط الحجم منها ثقيل نسبيا وشكل الدجاجة هامبشير جميل وشهي الطعم بعد
طبخها .

## الأصل
دجاجة هامبشير الجديدة نسل حديث نوعا ما منذ سنة 1935 بسبب الانتخاب لدجاج يسمى أحمر جزيرة رودس وقد حدث الانتخاب للدجاج سريع النمو
و سريع منبت الريش وذو البلوغ المبكر والنشاط العالي والملحوظ وقد تمت هذه العملية في مساشوستس وهامبشير الجديدة ومن هذا أخذت اسمها

## خصائصها
عدوانية وتنافسية فيما بينها ذات لون أحمر كستنائي للبالغ منها أما الصغير فأحمر فاتح وهي ذات بيض بني وهي ذات لون أكثر
فتوحة من أحمر جزيرة رودس الدجاجة هامبشير وزنها 3.5 م ومستحسنة للحمها .

## معرض الصور

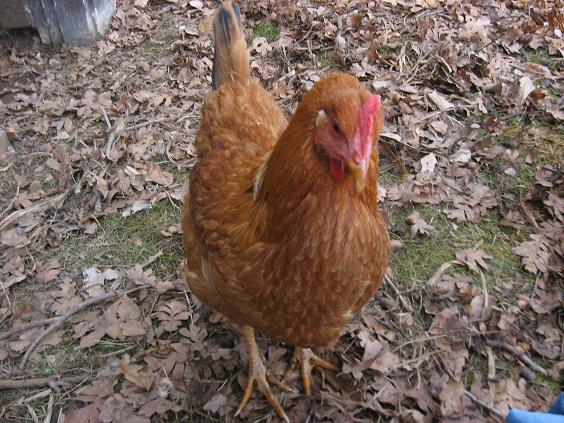
الدجاجة هامبشير
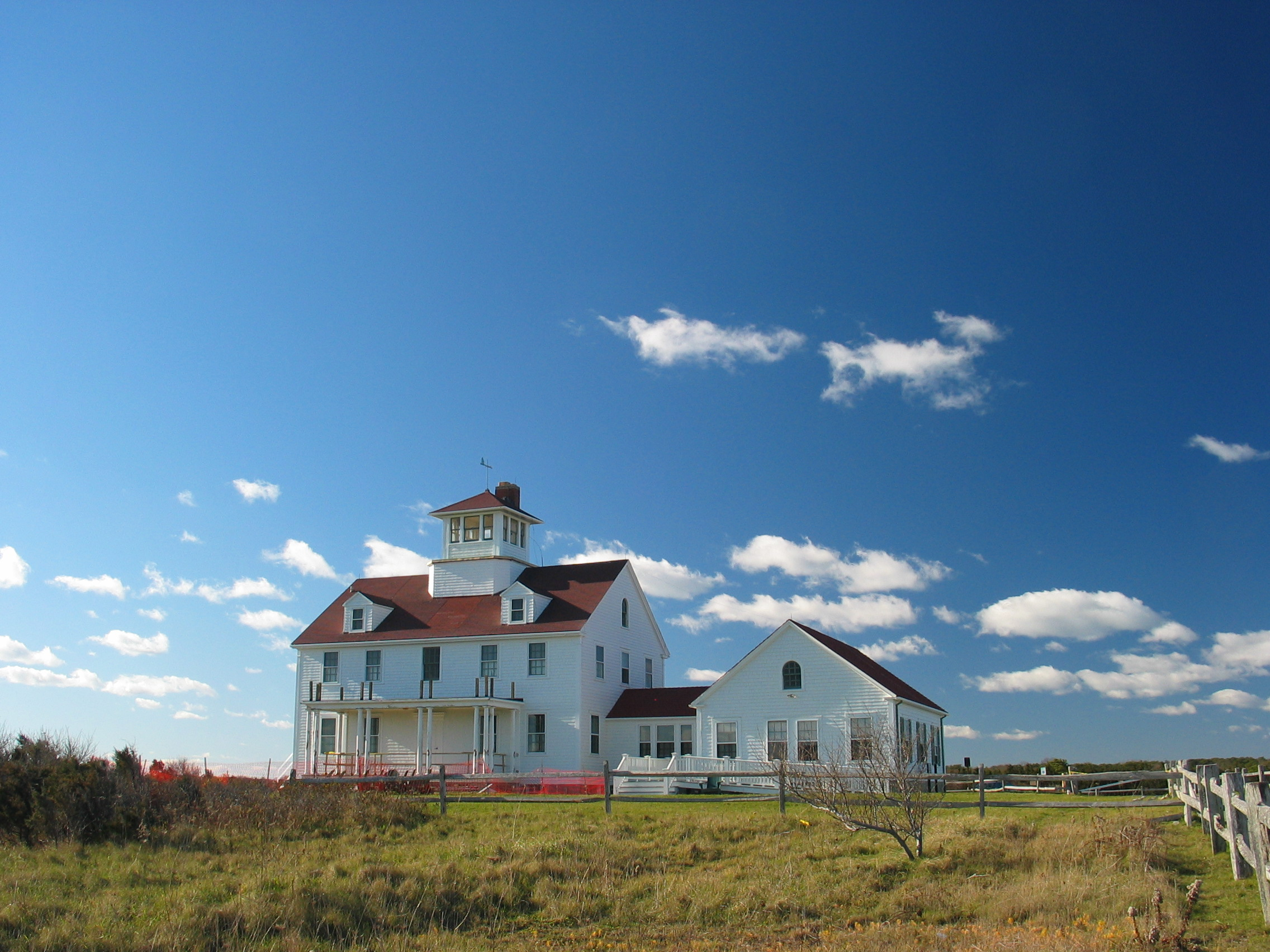
بيت ريفي مساشوستس